# 伊利琴科韋
47°24′4″N 35°47′36″E / 47.40111°N 35.79333°E
伊利琴科韋（烏克蘭語：Ільченкове）是位於烏克蘭東南部的村莊，由扎波羅熱州波洛希區的托克馬克市鎮負責管轄。該村始建於1869年，面積1,954平方公里，2001年人口169，人口密度每平方公里0.09人。